# 씨에스타
《씨에스타》(영어: Siesta)는 미국에서 제작된 메리 램버트 감독의 1987년 실험 드라마 영화이다. 엘런 바킨, 게이브리얼 번 등이 출연하였다.

## 출연진
- 엘런 바킨 - 클레어 역
- 게이브리얼 번 - 오거스틴 역
- 줄리언 샌즈 - 킷 역
- 이사벨라 로셀리니 - 마리 역
- 마틴 신 - 델 역
- 알렉시 세일 - 택시 운전사 역
- 그레이스 존스 - 컨치타 역
- 조디 포스터 - 낸시 역
- 애너스테이자 스타키스 - 데즈라 역
- 게리 케이디 - 로저 역

## 기타 제작진
- 배역: 마시 리로프
- 미술: 존 비어드
- 의상: 말린 스튜어트
- 악기 연주: 마일스 데이비스